# Noriko Eguchi
Noriko Eguchi (江口 のりこ, Eguchi Noriko), née le 28 avril 1980, est une actrice japonaise.

## Carrière
Noriko Eguchi intègre la troupe de théâtre Tokyo Kandenchi en 2000 et joue son premier rôle au cinéma dans Shangri-La en 2002.
Elle obtient son premier rôle principal dans le film Moon and Cherry (en) de Yuki Tanada (en) en 2004.

## Filmographie sélective

### Cinéma
- 2002 : Shangri-La
- 2004 : Moon and Cherry
- 2005 : All About My Dog
- 2005 : La Laitière (いつか読書する日, Itsuka dokusho suruhi?) d'Akira Ogata : Yoshie Ogita
- 2005 : Yamiutsu shinzo (Heart, Beating in the Dark)
- 2008 : One Million Yen Girl
- 2010 : Yuriko's Aroma : Yuriko[3]
- 2010 : Heaven's Story
- 2011 : Patisserie Coin de rue
- 2011 : We Can't Change the World. But, We Wanna Build a School in Cambodia.
- 2017 : Close-Knit
- 2017 : Asahinagu

- 2023 : Le Jardin zen de Naoko Ogigami : Hitomi Ogasawara

### Télévision
- 2013 : Vampire Heaven
- 2014 : Ashita, Mama ga Inai
- 2014 : Massan
- 2015 : Hana Moyu
- 2015 : Kōnodori